# Октёмский наслег
Октёмский наслег — сельское поселение в Хангаласском улусе Якутии Российской Федерации.
Административный центр — село Октёмцы.

## История
Статус и границы сельского поселения установлены Законом Республики Саха (Якутия) от 30 ноября 2004 года N 173-З N 353-III «Об установлении границ и о наделении статусом городского и сельского поселений муниципальных образований Республики Саха (Якутия)».

## Население
| 2002  | 2010  | 2011  | 2012  | 2013  | 2014  | 2015  |
| ----- | ----- | ----- | ----- | ----- | ----- | ----- |
| 2338  | ↘2169 | ↘2165 | ↘2115 | ↘2090 | ↗2109 | ↗2128 |
| 2016  | 2017  | 2018  | 2019  | 2020  | 2021  |       |
| ↗2133 | ↗2226 | ↗2315 | ↗2430 | ↗2467 | ↘2451 |       |

## Состав сельского поселения
| № | Населённый пункт | Тип населённого пункта       | Население |
| - | ---------------- | ---------------------------- | --------- |
| 1 | Октёмцы          | село, административный центр | ↗2085     |
| 2 | Чапаево          | посёлок                      | ↗705      |

## Известные люди родом из Октемцев
1. Попов Григорий Андреевич (1887—1942) — историк, краевед.
2. Николаев Михаил Ефимович (13.11.1937 — 4.08.2023) — Президент Республики Саха (Якутия) (1992—2002).
3. Новиков Анатолий Георгиевич (5.08.1942) — доктор филологических наук, профессор.
4. Лиханов Владимир Иванович (27.07.1948—27.07.2003) — кандидат филологических наук.